# Бой у Лабишина
Бой у Лабишина произошёл в ночь с 28 на 29 сентября 1794 года между польской дивизией под предводительством генерал-поручика Яна Генрика Домбровского и прусским отрядом под руководством полковника Иоганна Фридриха Шекули.

## История
Во время своей экспедиции в Великопольшу Ян Генрик Домбровский решил сосредоточить свои силы в Гнезно, куда он прибыл 27 сентября. Под начальством Я. Г. Домбровского было около 7 000 человек из его собственной дивизии и великопольских ополченцев, в основном новобранцев.
Не имея достаточно сил для занятия Познани, генерал-поручик Ян Генрик Домбровский выступил против отряда прусских войск под командованием полковника Иоганна Фридриха Шекули (батальона фузилёров и 3 гусарских эскадронов), который находился в Иновроцлаве и угрожал коммуникациям польских войск Великопольши с Варшавой.
Чтобы убедить прусское командование в своём намерении взять Познань, Домбровский отправил в район Познани два эскадрона кавалерии под командованием майора Станислава Беламовского. Опасаясь нападения со стороны главных сил прусской армии, Домбровский не спешил проводить наступательные действия и готовился к обороне. Кроме того, дивизия генерал-лейтенанта князя Юзефа Понятовского, стоявшая на р. Бзуре и успешно сдерживавшая движение вперед прусских войск, была отозвана в район Варшавы.
Ян Генрик Домбровский, чтобы реализовать свой замысел, разделил дивизию на три колонны. Правая колонна под командованием генерал-лейтенанта Антония Мадалинского двинулась через Тшемешно, Могильно, Иновроцлав на Лабишин. Главная колонна во главе с Яном Генриком Домбровским двинулась из Гнезно на Рогову, Жнин и дальше на Лабишин. Левая колонна под командованием генерал-майора Юзефа Липского выступила из Гнезно через Клецко и Жнин на Лабишин. Первым в сборном пункте появился генерал Мадалинский, который разоружил местный гарнизон, однако прусский отряд Иоганна Секея отступили из Иновроцлава в Новую Весь.
В ночь 28 на 29 сентября отряды Домбровского и Мадалинского были обстреляны в Лабишине прусской артиллерией. Польские командиры предприняли контратаку и вынудили полковника Иоганна Шекули отступить за р. Брду в Быдгощ.